# Камила Лићвинко
Камила Лићвинко (рођена Степањук) (Бјелск Подласки, 2. март 1986) је пољска атлетичарка специјалиста за скок увис, светска првакиња и државна рекордерка на отвореном и у дворани.

## Спортска биографија
Камила Лићвинко је своју класу показала још под девојачким презименом Степањук са бројним успесима у омладинском и млађем нивоу. Године 2009. била је правкиња Пољске у своку увис у дворани и на отвореном. У истој години освојила је на Европском првенству у дворани у Торину осмо место и пласирала се за Светско првенство на отвореном у Берлину, где није успела ући у финале.
У периоду 2010—2012. године чести проблеми са повредама спречили су њено учешће на међународним такмчњеима и посветила се студијама. У 2012. остала је без дугогодишњег тренера Јануша Кучињског. Његово место преузео је будући супруг Михал Лићвинко. Показало се да је промена тренера била исправна одлука. Следеће године Лићвинкова је поправила 29 година стар пољски рекорд Дануте Булковске за два центиметра на 1,99 метар. Те године је победила на Универзијади у Казању, испред Рускиње Марије Кучине, а на Светском првенству у Москви заузела је 7 место.
На атлетском митингу у Арнштату 8. фебруара 2014. Камила Лићвинко скочила је нови редорд, поставши прва Пољакиња која је прескочила границу од 2 метра.
Свој највећи успех у каријери славила је месец дана касније освајањем златне медаље на Светском првенству у дворани у Сопоту, где је потврдила висину свог рекорда од 2 метра поделивши прво место са Маријом Кучином. Исте године на Европском првенству у Цириху, отпала је на висини 1,94 м, и са прескочених 1,90 м и била девета.
Камила Лићвинко висока је 1,83 м, а тешка 66 кг. Чланица је клуба СК Подласје Бјалисток. Од септембра 2013. удата је за свог тренера Михала Лићвинка, од када је узела његово презиме.

## Значајнији резултати
| Год.  | Такмичење                                              | Место                         | Пласман | Резултат | Бел. |
| ----- | ------------------------------------------------------ | ----------------------------- | ------- | -------- | ---- |
| 2005  | Европско јуниорско првенство                           | Каунас, Литванија             | 7.      | 1,82     |      |
| 2007  | Европско првенство за млађе сениоре У-23               | Дебрецин, Мађарска            | 4.      | 1,86     |      |
| 2008  | Европски зимски куп                                    | Москва, Русија                | 6.      | 1,89     |      |
| 2008  | Европско екипно првенство у атлетици 2008 — Супер лига | Анси, Француска               | 8.      | 1,80     |      |
| 2009. | Европско првенство у дворани                           | Торино, Италија               | 8.      | 1,92     |      |
| 2009. | Европско екипно првенство у атлетици 2009 — Супер лига | Леирија, Португалија          | 9.      | 1,87     |      |
| 2009. | Универзијада                                           | Београд, Србија               | 4.      | 1,88     |      |
| 2009. | Светско првенство на отвореном                         | Берлин, Немачка               | 16.     | 1,92     |      |
| 2013. | Европско првенство у дворани                           | Гетеборг, Шведска             | 17.     | 1,85     |      |
| 2013. | Европско екипно првенство у атлетици 2013 — Супер лига | Гејтсхед Уједињено Краљевство | 2.      | 1,92     |      |
| 2013. | Универзијада                                           | Казањ Русија                  |         | 1,96     |      |
| 2013. | Светско првенство на отвореном                         | Москва, Русија                | 7.      | 1,93     |      |
| 2014. | Светско првенство у дворани                            | Сопот                         |         | 2,00     |      |
| 2014. | Европско првенство                                     | Цирих, Швајцарска             | 9.      | 1,90     |      |
| 2015. | Европско првенство у дворани                           | Праг, Чешка                   |         | 1,94     |      |
| 2015. | Светско првенство                                      | Пекинг, Кина                  | 4.      | 1,99     |      |
| 2016. | Светско првенство у дворани                            | Портланд, САД                 |         | 1,96     |      |
| 2016. | Олимпијске игре                                        | Рио де Жанеиро, Бразил        | 9.      | 1,93     |      |
| 2017. | Европско првенство у дворани                           | Београд, Србија               | 9.      | 1,86     |      |
| 2017. | Светско првенство                                      | Лондон, Уједињено Краљевство  |         | 1,99     |      |

## Лични рекорди
| Дисциплина | Дисциплина   | Резултат  | Место         | Датум                                            |
| ---------- | ------------ | --------- | ------------- | ------------------------------------------------ |
| Скок увис  | На отвореном | 1,99 м НР | Ополе         | 9. јун 2013.                                     |
| Скок увис  | У дворани    | 2,00 м НР | Арнштат Цирих | 8. фебруар 2014. 22. фебруар 2014. 8. март 2014. |